# Emmanuel Adely
Emmanuel Adely (Parigi, 1962) è uno scrittore francese.

## Opere
- Les cintres, Parigi, Editions de Minuit, 1999 ISBN 978-2707314604
- Dix-sept fragments de désir, Fata Morgana, 1999 ISBN 978-2851944870
- Agar-Agar, Stock, 1999 ISBN 978-2234050884
- Jeanne, Jeanne, Jeanne, Parigi, Stock, 2000 ISBN 978-2234052567
- Fanfare, Stock, 2002, ISBN 978-2234055025
- Mad About the Boy, Joëlle Losfeld, Coll. Arcanes, 2003 ISBN 978-2844121714
- Mon amour, Parigi, Gallimard, 2005 ISBN 978-2070789542

| Controllo di autorità | VIAF (EN) 5003521 · ISNI (EN) 0000 0000 3011 785X · LCCN (EN) n94065106 · GND (DE) 1049411315 · BNF (FR) cb12337529c (data) |